# Grand vol d'or de 1855

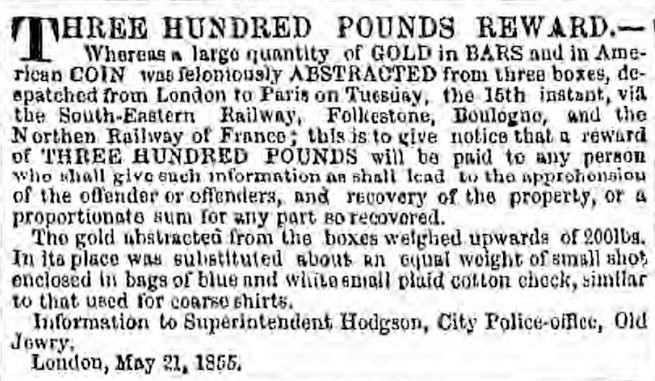
Avis de récompense de 300 £, publié le 21 mai 1855 dans plusieurs journaux

Le grand vol d'or a eu lieu dans la nuit du 15 mai 1855 alors que trois banques londoniennes transportaient des lingots et des pièces d'or depuis la gare de London Bridge vers Paris via South Eastern Railway. Au total 91 kilos d'or, d'une valeur de 12 000 £ (l'équivalent d'entre 2,6 et 4 millions de livres au début du XXIe siècle) ont été volés sur la route de Folkestone avant de pouvoir être embarqués par bateau à travers la Manche pour le port de Boulogne-sur-Mer.
Le gang à l'origine du coup a été démantelé à la suite de l'arrestation d'Edward Agar et de l'un de ses complices alors qu'ils tentaient de faire passer un faux chèque, ce qui a permis de remonter jusqu'à William Pierce avec qui Agar avait monté l'opération.
Cette histoire a librement inspiré le roman Un train d'or pour la Crimée de Michael Crichton, paru en 1975, et le film qui en a lui-même tiré : La Grande Attaque du train d'or (1979).